# Dammartin-Marpain
Dammartin-Marpain település Franciaországban, Jura megyében. Lakosainak száma 343 fő (2022. január 1.). Dammartin-Marpain Pesmes, Brans, Champagney, Malans, Montmirey-le-Château, Mutigney és Thervay községekkel határos.

## Népesség
A település népességének változása:
| Lakosok száma | 144  | 189  | 175  | 244  | 316  | 324  | 342  | 345  | 349  | 343  |
|               | 1968 | 1982 | 1990 | 2006 | 2013 | 2015 | 2017 | 2019 | 2020 | 2022 |